# Viooltje

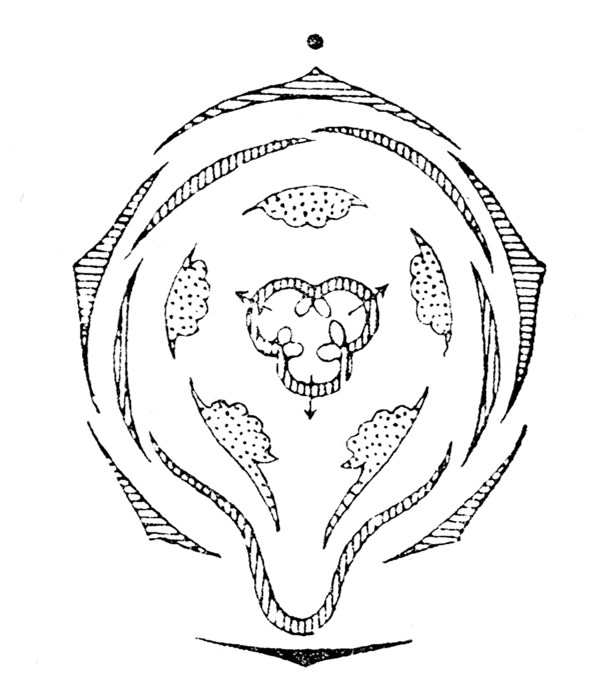
bloemdiagram

Viooltje (Viola) is een geslacht uit de viooltjesfamilie (Violaceae).
Het geslacht kent circa vierhonderd soorten die voorkomen in gematigde streken. De meeste soorten worden op vochtige en iets beschaduwde plaatsen aangetroffen. Na het bloeien draait de uitgebloeide bloem zich naar beneden, na de rijping richt de zaaddoos zich weer op, en opent zich. Het verdroogde zaadkapsel staat onder spanning en bij beweging schieten de zaadjes weg.
Er bestaan cultivars met grotere bloemen, die echter niet verwilderen.

## Gebruik
Viooltjes worden gebruikt als basis voor veel parfums. Er wordt ook snoep van gemaakt.
Jonge bladeren zijn in gekookte vorm eetbaar en bevatten veel vitaminen. De bloemen kunnen gebruikt worden voor de decoratie van maaltijden. Zowel bloemen, bladeren als wortels worden ook medicinaal gebruikt.

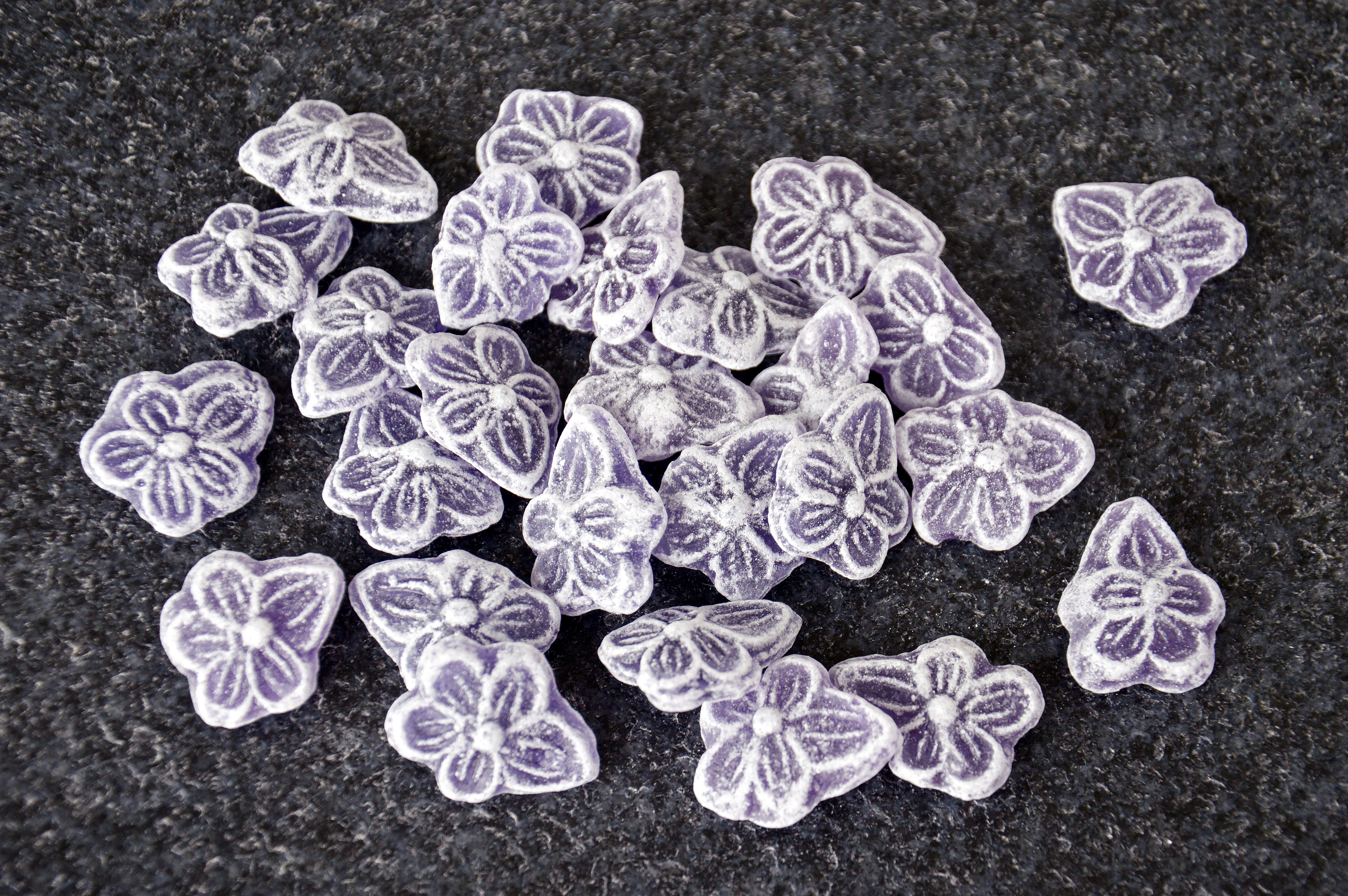
Snoepjes met viooltjessmaak
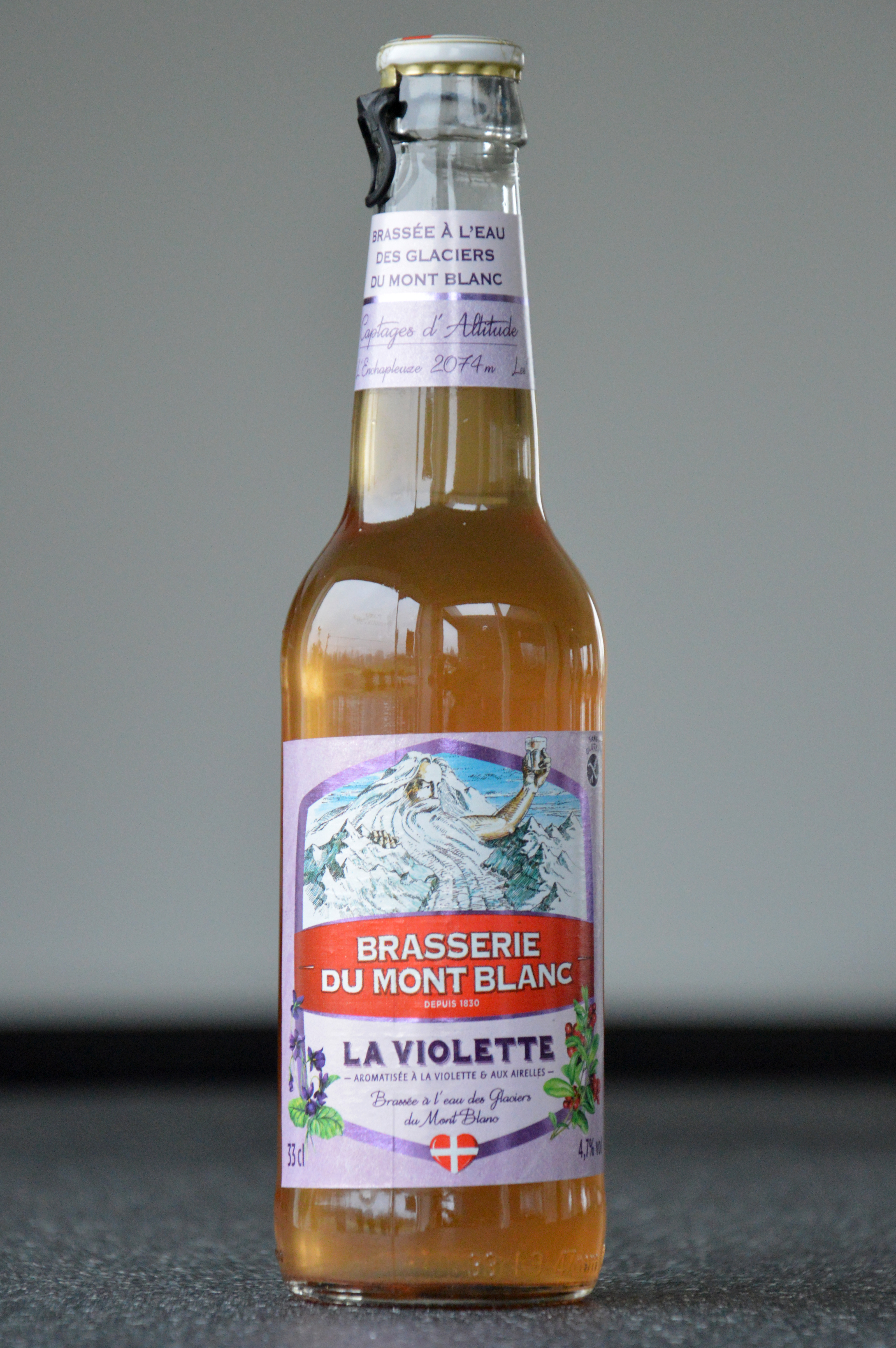
Bier met viooltjessmaak
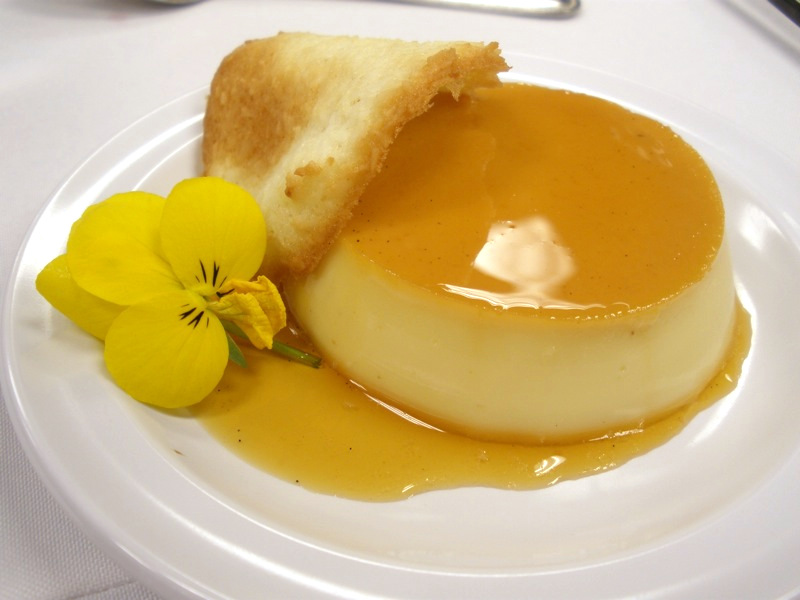
Een viooltje als decoratie

## Symboliek
In de iconografie is een viooltje het symbool van nederigheid. Het wordt geassocieerd met Christus en staat soms op afbeeldingen van Christus. Witte viooltjes komen voor op afbeeldingen van de heilige Fina. Het driekleurige viooltje is tevens het symbool voor de Vrijdenkerij.
Daarnaast heeft het viooltje een symbolische betekenis van liefde tussen twee vrouwen. Deze betekenis stamt voornamelijk van de gedichten van Sappho, wier gedichten vaak haar liefde voor een andere vrouw illustreerden. De vrouw over wie ze schreef had dan viooltjes vast, of droeg er een bloemenkroon van. In de twintigste eeuw werden Sappho's gedichten herontdekt. In deze periode kregen viooltjes deze symboliek, en werd het geven van viooltjes aan een vrouw door een andere vrouw gezien als een liefdesverklaring.

## Soorten
Viola cryana is een uitgestorven soort die alleen in een bepaalde streek in Frankrijk voorkwam.

### Soorten in Nederland en België
In België en Nederland komen in het wild de volgende soorten voor:
| Nederlandse naam          | botanische naam                   | afbeelding               |
| ------------------------- | --------------------------------- | ------------------------ |
| Akkerviooltje             | Viola arvensis                    | Akkerviooltje            |
| (Bleeksporig) bosviooltje | Viola riviniana                   | Bosviooltje              |
| Donkersporig bosviooltje  | Viola reichenbachiana             | Donkersporig bosviooltje |
| Driekleurig viooltje      | Viola tricolor                    | Driekleurig viooltje     |
| Duinviooltje              | Viola tricolor subsp. curtisii    | Duinviooltje             |
| Echt melkviooltje         | Viola lactea                      | Echt melkviooltje        |
| Hondsviooltje             | Viola canina                      | Hondsviooltje            |
| Maarts viooltje           | Viola odorata                     | Maarts viooltje          |
| Melkviooltje              | Viola persicifolia Viola stagnina | Melkviooltje             |
| Moerasviooltje            | Viola palustris                   | Moerasviooltje           |
| Ruig viooltje             | Viola hirta                       | Ruig viooltje            |
| Zandviooltje              | Viola rupestris                   | Zandviooltje             |
| Zinkviooltje              | Viola lutea subsp. calaminaria    | Zinkviooltje             |

### Overige soorten
Een selectie van soorten:
| - Viola acuminata - Viola adunca - Viola aetolica - Viola affinis - Viola appalachiensis - Viola arvensis - Viola bakeri - Viola barroetana - Viola beckwithii - Viola bertolonii - Viola bicolor - Viola biflora - Viola blanda - Viola brevistipulata - Viola brittoniana - Viola calaminaria - Viola calcarata - Viola californica - Viola canina - Viola capillaris - Viola cazorlensis - Viola chaerophylloides - Viola chamissoniana - Viola charlestonensis - Viola cheiranthifolia - Viola chinensis - Viola clauseniana - Viola collina - Viola comollia - Viola conspersa - Viola cornuta (Hoornviooltje) - Viola cryana - Viola cucullata - Viola cuneata - Viola curtisii - Viola diffusa - Viola dissecta - Viola domingensis - Viola douglasii - Viola dunense | - Viola egglestonii - Viola elatior - Viola epipsila - Viola eugeniae - Viola fischerii - Viola flagelliformis - Viola flettii - Viola frank-smithii - Viola glabella - Viola gracilis - Viola grypoceras - Viola guadalupensis - Viola guestphalica - Viola hallii - Viola hastata - Viola hederacea - Viola helenae - Viola hemsleyana - Viola hirsutula - Viola hirta - Viola hispida - Viola hookeriana - Viola hosakai - Viola howellii - Viola incisa - Viola incognita - Viola jalapaensis - Viola japonica - Viola kauaensis - Viola keiskei - Viola kitaibeliana - Viola labradorica - Viola lactea - Viola lanaiensis - Viola lanceolata - Viola langsdorfii - Viola lithion - Viola lobata - Viola lovelliana - Viola lutea | - Viola macloskeyi - Viola magellensis - Viola mandschurica - Viola maviensis - Viola micranthella - Viola mirabilis - Viola missouriensis - Viola nagasawai - Viola nannei - Viola nephrophylla - Viola novae-angliae - Viola nuttallii - Viola oahuensis - Viola obliqua - Viola obtusa - Viola ocellata - Viola odorata - Viola orbiculata - Viola orientalis - Viola palmata - Viola palustris - Viola palmensis - Viola parvula - Viola patrinii - Viola pedata - Viola pedatifida - Viola pedunculata - Viola perinensis - Viola pinnata - Viola pinetorum - Viola pinnata - Viola praemorsa - Viola primulifolia - Viola prionantha - Viola psychodes - Viola pubescens - Viola purpurea | - Viola rafinesquii - Viola reichei - Viola reichanbachiana - Viola renifolia - Viola riviniana - Viola rostrata - Viola rotundifolia - Viola rupestris - Viola sagittata - Viola scandens - Viola selkirkii - Viola sempervirens - Viola septemloba - Viola sheltonii - Viola soraria - Viola sororaria - Viola striata - Viola subsinuata - Viola tokubuchiana - Viola tomentosa - Viola tricolor - Viola trinervata - Viola tripartita - Viola umbraticola - Viola uniflora - Viola utahensis - Viola vaginata - Viola valderia - Viola vallicola - Viola variegata - Viola verecunda - Viola viarum - Viola villosa - Viola violacea - Viola wailenalenae - Viola walteri - Viola yedoensis |

## Ecologie
Viooltjes zijn waardplant voor Argynnis pandora, Argyronome laodice, Argyronome ruslana lysippe, Boloria alaskensis, Boloria pales, Brenthis daphne, Brenthis hecate, Clossiana dia, Clossiana euphrosyne, Clossiana kriemhild, Clossiana oscarus, Clossiana selene, Clossiana selenis, Clossiana titania bivina, Euclidia glyphica, Euphydryas maturna, Euptoieta claudia, Fabriciana adippe, Fabriciana elisa, Fabriciana niobe, Issoria hanningtoni, Issoria lathonia, Lygephila viciae, Melitaea didyma, Noctua janthina, Proclossiana eunomia, Sideridis reticulatus, Speyeria alexandra, Speyeria aphrodite, Speyeria callippe, Speyeria coronis, Speyeria cybele, Speyeria diana, Speyeria edwardsii, Speyeria hydaspe, Speyeria idalia, Speyeria zerene en Syngrapha devergens.